# تتسویا تاکاهاشی
تتسویا تاکاهاشی (انگلیسی: Tetsuya Takahashi؛ زادهٔ ۱۸ نوامبر ۱۹۶۶) آهنگساز و نویسنده و کارآفرین اهل ژاپن است، که در سال ۱۹۹۹ شرکت مانولیت سافت را تأسیس کرد.